# Steep Rock Lake
Steep Rock Lake är en sjö i Kanada.   Den ligger i Rainy River District och provinsen Ontario, i den sydöstra delen av landet, 1 300 km väster om huvudstaden Ottawa. Steep Rock Lake ligger 389 meter över havet. Arean är 6,6 kvadratkilometer. Den sträcker sig 6,6 kilometer i nord-sydlig riktning, och 3,3 kilometer i öst-västlig riktning.
I omgivningarna runt Steep Rock Lake växer i huvudsak blandskog. Runt Steep Rock Lake är det glesbefolkat, med 10 invånare per kvadratkilometer.